# Ђула Бадоњи
Ђула Бадоњи (мађ. Bádonyi Gyula; Серенч, 17. септембар 1882 — Будимпешта, 6. јун 1944), био је мађарски фудбалер и репрезентативац Мађарске. Забележен је као први голман фудбалске репрезентације Мађарске.

## Каријера

### У клубу
Мршав, висок, окретан голман који је веома вешто бранио и ногама. У то време голмани нису, или ретко, шутирали. Исповедали су принцип: „Само пијана особа лежи на земљи!” Играо је и као нападач, игра главом је била одлична. Каријеру је започео 1898. године у фудбалском тиму Будимпештанског ТК (Будимпештански Торна клуб). Године 1899. допринео је оснивању Спортског удружења Пошташ и постао је фудбалер Пошташ ШЕ. Године 1901. вратио се свом првобитном удружењу. Исте године је био члан репрезентације Мађарске. У фудбалску пензију је отишао 1906. године. Дипломирао је трговину 1900. године, а после престанка активне фудбалске каријере био је главни службеник Мађарске краљевске поште до смрти.

### У репрезентацији
Године 1902. 12. октобра, у првом мечу мађарске фудбалске репрезентације бранио је гол мађарске репрезентације. Мађарска је играла против Аустрије и изгубила је са 5 : 0То му је уједно била и једина утакмица за репрезентацију.